# Заза Урушадзе
Заза Уруша̀дзе (на грузински: ზაზა ურუშაძე) е грузински режисьор, сценарист и филмов продуцент.

## Биография
Роден е на 30 октомври 1965 година в Тбилиси в семейството на известния футболист Рамаз Урушадзе. През 1988 година завършва Тбилиския театрален университет, след което работи главно в киното. Получава международна известност с филма „Мандарини“ („Mandariinid“, 2013), който е номиниран за наградите „Оскар“ и „Златен глобус“ за чуждоезичен филм.